# اسپرینگهیل (لوئیزیانا)
اسپرینگهیل (به انگلیسی: Springhill) شهری در ایالت لوئیزیانا کشور ایالات متحده آمریکا است که جمعیت آن در سرشماری سال ۲۰۱۰ میلادی، ۵٬۲۶۹ نفر بوده‌است.